# Erno Paasilinna
Pour les articles homonymes, voir Paasilinna.
Erno Antero Paasilinna (né le 14 mars 1935 à Petsamo et décédé le 30 septembre 2000 à Tampere) est un écrivain et journaliste finlandais.

## Biographie
Erno Paasilinnan est le frère de Arto Paasilinna, Reino Paasilinna et Mauri Paasilinna (fi).

## Œuvre
- Kylmät hypyt, Karisto, 1967
- Alamaisen kyyneleet, Karisto, 1970
- Mainio vallankumous, 1972
- Synnyinmaan muistot, Otava, 1973
- Timo K. Mukka, 1974
- Lukemista kaikille, 1975
- Valitut satiirit, 1976
- Musta aukko, 1977
- Siperialainen estetiikka, 1978
- Kaukana maailmasta, 1980
- Maailman kourissa, 1983
- (fi) Yksinäisyys ja uhma : Esseitä kirjallisuudesta, Helsinki, Otava, 1984, 127 p. (ISBN 951-1-07942-5)
- Kansan palvelijoita : Kootut kirjoitukset 1964–1984, Otava, 1986 (ISBN 951-1-08984-6)
- Majuri Holterin uroteko : Kirjoituksia Suomesta ja maailmasta, Otava, 1987 (ISBN 951-1-09679-6)
- Kauppamiehet isänmaan asialla : Kirjoituksia, Otava, 1991 (ISBN 951-1-11672-X)
- Tähänastisen elämäni kirjaimet : elämäkerrallisia ja kirjallisia muistelmia, Otava, 1996, 479 p. (ISBN 951-1-13545-7)
- Riita maailman kanssa : kirjoituksia neljältä vuosikymmeneltä, Otava, 1997, 381 p. (ISBN 951-1-14710-2)
- Rohkeus : Arndt Pekurisen elämä ja teloitus, Otava, 1998 (ISBN 951-1-13242-3)
- Hyökkäyksiä ja puolustuksia : Kirjanpitoa suuren ajan mukana, Helsingissä, Otava, 2000 (ISBN 951-1-17221-2)
- Maailman sanoja ja tekoja, 1986
- Lausui alustaja, joka korosti : Kootut aforismit ja aforistiset lauseet 1967–1987, Otava, 1989 (ISBN 951-1-10937-5)
- Ruumisarkun nauloja : Lauseita, Otava, 1999 (ISBN 951-1-16020-6)
- Kadonnut armeija : Kertomus Mustasta Majurista ja hänen joukoistaan erään sodan viime vaiheissa, Otava, 1977 (ISBN 951-1-04614-4)
- Alamaisten elämää : Kootut satiirit 1967–1981, Otava, 1985 (ISBN 951-1-08444-5)
- Nuoruusaikoja : Kertomuksia, Otava, 1992 (ISBN 951-1-12405-6)
- Tosikertomuksia : Satiireja, Otava, 1993 (ISBN 951-1-11673-8)
- (fi) Kotiseudulla ja vierailla mailla : Matkakirja, Helsingissä, Otava, 1988, 253 p. (ISBN 951-1-09680-X)
- Antti Tuuri, Erno Paasilinna, Isoa Inaria kiertämässä, 1999
- Matkakuvia menneiltä ajoilta : Matkakirja, Otava, 2000 (ISBN 951-1-17070-8)

## Prix
- Prix national de littérature, 1971
- Prix Alfred Kordelin, 1979
- Prix de l'information publique, 1983
- Prix Eino Leino, 1984
- Prix Finlandia, 1984
- Prix de l'information publique, 1984
- Prix littéraire de la ville de Tampere, 1993
- Prix Aleksis Kivi, 1996